# Club Deportivo Iruña 2014-2015 (pallavolo femminile)
Questa voce raccoglie le informazioni riguardanti il Club Deportivo Iruña nelle competizioni ufficiali della stagione 2014-2015.

## Organigramma societario
Area direttiva
- Presidente: Rafael Hernández

Area tecnica
- Allenatore: José María Rodríguez
- Allenatore in seconda: Alberto Rodríguez

## Rosa
| N° | Nome               | Ruolo | Data di nascita   | Nazionalità sportiva |
| -- | ------------------ | ----- | ----------------- | -------------------- |
| 1  | Silvia Bedmar      | S     | 3 gennaio 1989    | Spagna               |
| 2  | Silvia Araco       | P     | 12 agosto 1989    | Spagna               |
| 3  | Jaione Esain       | S     | 22 novembre 1993  | Spagna               |
| 4  | Ashley Frazier     | S     | 15 dicembre 1989  | Stati Uniti          |
| 5  | Clara Canet        | S     | 18 marzo 1996     | Spagna               |
| 9  | Wivian de Souza    | C     | 29 aprile 1984    | Brasile              |
| 10 | Danijela Nikić     | C     | 6 febbraio 1987   | Serbia               |
| 11 | María Larrakoetxea | P     | 11 febbraio 1992  | Spagna               |
| 12 | Carlota García     | C     | 21 febbraio 1992  | Spagna               |
| 13 | Therese McNatt     | S/O   | 10 giugno 1979    | Stati Uniti          |
| 16 | Katarzyna Jóźwicka | C     | 24 settembre 1984 | Polonia              |
| 18 | Isabel Guerra      | L     | 21 luglio 1993    | Spagna               |